# La battaglia di Roma 1849
La battaglia di Roma 1849  è un film direct-to-video del 2020 diretto da Luigi Cozzi.
La pellicola è ispirata al romanzo Un garibaldino a casa Giacometti di Giovanni Adducci.